# Gymnoscelis nigrofasciata
Gymnoscelis nigrofasciata là một loài bướm đêm trong họ Geometridae.